# Герб Осташковского района
Герб муниципального образования «Осташковский район» Тверской области Российской Федерации.
Герб утверждён Решением № 402 Собрания депутатов муниципального образования «Осташковский район» от 24 ноября 2011 года.
Герб подлежит внесению в Государственный геральдический регистр Российской Федерации.

## Описание герба
«В пересечённом золотом и лазоревом поле вверху — возникающий чёрный двуглавый орёл с золотыми клювами и червлёными языками, увенчанный двумя малыми и одной большой российской императорской короной (без лент); внизу — три серебряные рыбы, две и одна».

## Описание символики и история герба
24 ноября 2011 года Решением Собрания депутатов муниципального образования «Осташковский район» № 402 «О гербе и флаге муниципального образования Осташковский район Тверской области» утвердило старинный герб города Осташкова гербом муниципального образования «Осташковский район» Тверской области и его описание в качестве официального символа Осташковского района. Данное решение должно вступить в силу после государственной регистрации и официального опубликования в официальном печатном издании — районной газете «Селигер».
Исторический герб Осташкова был Высочайше утверждён 2 апреля 1772 года императрицей Екатериной II вместе с другими гербами городов Новгородской губернии. (ПСЗРИ, 1772, Закон № 13780).
Подлинное описание герба Осташкова гласило:

«Осташкова слобода, жители сей слободы, между прочихъ промысловъ, имѣютъ своё пропитаніе отъ изобильной ловли тутъ близъ лежащего озера, что тако въ гербѣ изображено.

Щитъ разрѣзанной на двое горизонтальною чертою, золото съ голубымъ, въ золотомъ полѣ виденъ рождающійся до половины Императорскій двуглавый орелъ, съ червленными языками, увѣнчанъ тремя коронами золотыми жъ, означающей милость и покровительство Ея Императорскаго Величества; въ голубомъ полѣ показующимъ воду, три рыбы серебреныя плывущіе съ лѣва на право, изъясняющія рыболовной промыслъ и обильство рыбъ».
7 апреля 1992 года исторический герб Осташкова был восстановлен в качестве официального символа города.
27 декабря 1999 года исторический герб Осташкова стал официальным символом муниципального образования «Осташков», который включал в себя на то время город Осташков и Осташковский район.
2 июля 2001 года герб муниципального образования «Осташков» был внесён в Государственный геральдический регистр Российской федерации с присвоением регистрационного номера 772.
В 2005 году муниципальное образование «Осташков» было упразднено и образованы новые отдельные муниципальные образования «Городское поселение — г. Осташков» и «Осташковский район».
В 2008 году депутаты Совета депутатов городского поселения обратились к администрации района о правомерности использования исторического герба муниципальным образованием «Осташковский район».
После длительного рассмотрения обстоятельств данного вопроса и согласования с Геральдическим Советом при Президенте Российской Федерации в апреле 2011 года городской совет депутатов, «учитывая историческое значение герба, и заботясь о его сохранении во времени», разрешил Осташковскому району использовать городской герб.
В августе 2011 года депутаты районного Собрания высказались за разработку нового герба для Осташковского района и объявили конкурс на лучший проект герба района.
В октябре 2011 года, комиссия рассмотрев предложенные на конкурс эскизные проекты нового герба и не выбрав из них достойного, рекомендовала сделать гербом района проект герба Осташкова (1862 года) с тверским гербом в вольной части.
24 ноября 2011 года Решением Собрания депутатов муниципального образования «Осташковский район» был утверждён герб и флаг района. Необходимые документы переданы в Геральдический совет при Президенте Российской Федерации для прохождения геральдической экспертизы и внесения герба в геральдический регистр. По состоянию на середину 2012 года решение совета пока не состоялось.